# Émile Engel
Émile Engel (Colombes, 5 april 1889 - Maurupt-le-Montois, 14 september 1914) was een Frans wielrenner, die beroeps was tussen 1910 en 1914.

## Wielerloopbaan
Émile Engel was succesvol in de Ronde van Frankrijk voor Onafhankelijken en won in 1914 ook een etappe in de 'echte' Ronde van Frankrijk. Drie maanden later sneuvelde hij in de Eerste Wereldoorlog. Zijn broer Louis Engel was eveneens een bekende wielrenner.

## Belangrijkste overwinningen
1910
- 10e etappe Ronde van Frankrijk voor Onafhankelijken

1911
- 12e etappe Ronde van Frankrijk voor Onafhankelijken

1913
- 1e etappe Ronde van België

1914
- 3e etappe Ronde van Frankrijk

## Resultaten in voornaamste wedstrijden
| Jaar | Ronde van Italië | Ronde van Frankrijk | Ronde van Spanje |
| ---- | ---------------- | ------------------- | ---------------- |
| 1913 |                  | 10e                 |                  |
| 1914 |                  | uitgesloten (1)     |                  |

| Jaar | Parijs-Roubaix | Parijs-Tours |
| ---- | -------------- | ------------ |
| 1913 | 45e            | 8e           |
| 1914 |                | Zilver       |